# Ali Gabr
Ali Gabr (arabisch علي جبر, DMG ʿAlī Ǧabr; * 10. Januar 1989 in Alexandria) ist ein ägyptischer Fußballspieler.

## Karriere

### Klub
Die Karriere begann er in der Jugend seines Heimat-Klubs Ismaily SC. Zur Saison 2009/10 wechselte er aus der U23 in die erste Mannschaft. Dort spielte er bis zur Saison 2011/12 und schloss sich dann dem Ittihad an. Dort spielte er zwei Spielzeiten und wechselte zur Saison 2014/15 zum al Zamalek SC. Hier wurde er in seiner ersten Saison Meister und Pokalsieger. In der zweiten Saison gelang erneut der Gewinn des Pokals sowie in der Saison 2016/17 der Gewinn des Supercups. Zum Ende seiner Zeit hier wurde er ab Anfang Januar 2018 an West Bromwich Albion verliehen. Nach dem Ende seiner Leihe zum Ende der Spielzeit verließ er auch Zamalek und schloss sich dem Pyramids FC an, da die Kaufoption von West Bromwich nicht gezogen wurde.

### Nationalmannschaft
Nach einem Einsatz für die U23 kam er am 15. November 2014 erstmals in einem Spiel der A-Nationalmannschaft von Ägypten zum Einsatz. Bei der 0:1-Niederlage gegen den Senegal während der Qualifikation für den Afrika-Cup 2015 stand er über die vollen 90 Minuten auf dem Platz. Sein erstes Turnier war der Afrika-Cup 2017, wo er in jeder Partie über die volle Spielzeit auf dem Platz stand, wie auch bei der Weltmeisterschaft 2018. Nach einer Pause im Jahr 2019 stand er ab 2020 wieder im Kader und kam auch 2021 zum Einsatz.